# حسین محمدیان خوانساری
حسین محمدیان خوانساری سیاست‌مدار ایرانی بود، که در  دوره بیست و سوم  به‌عنوان نماینده دَر رود در مجلس شورای ملی حضور داشت.